# Emre Demir
Emre Demir (Mersin, 15 de gener de 2004) és un futbolista turc que juga com a migcampista al Sakaryaspor cedit pel Fenerbahçe SK.

## Trajectòria
Després de formar-se com a futbolista des dels sis anys amb el Mersin İdman Yurdu, el 2012 va marxar a la disciplina del Kayserispor. Després de set anys jugant en les categories inferiors del club, finalment el 2019 va debutar amb el primer equip el 22 de gener de 2019 contra l'Akhisarspor en la Copa de Turquia. Anteriorment, havia provat amb el FC Barcelona i el Paris Saint-Germain FC.
El 18 de gener de 2019, Demir va signar el seu primer contracte professional amb el Kayserispor amb només 15 anys. El 9 de novembre de 2019 va marcar el seu primer gol amb el club contra el Gençlerbirliği SK en la Superliga de Turquia, convertint-se en el golejador més jove de la lliga turca.
El 23 de setembre de 2021 el Futbol Club Barcelona va anunciar el seu fitxatge fins al juny de 2027 a canvi de dos milions d'euros més variables per jugar al filial a partir de la temporada 2022-23. El juliol de 2022 va arribar a Barcelona per a signar contracte amb el club.